# The Lost Planet
The Lost Planet (1953) este un film științifico-fantastic regizat de Spencer Gordon Bennet; cu Judd Holdren, Vivian Mason și Michael Fox în rolurile principale.

## Povestea
Dr. Ernst Grood (Michael Fox) a reușit să preia controlul planetei Ergro ca primul său pas în cucerirea Universului. Reporterul Rex Barrow (Judd Holdren), fotograful său Tim Johnson (Ted Thorpe), profesorul Edmund Dorn (Forrest Taylor) și fiica sa Ella (Vivian Mason) sunt cu toții capturați de Ernst Grood, care intenționează să se folosească de cunoștințele profesorului. Cu ajutorul invențiilor profesorului, Rex este capabil să elibereze planeta Ergro de sub dominația lui Grood, în timp ce Ernst Grood este trimis într-o călătorie nesfârșită în spațiul cosmic.

## Distribuție
- Judd Holdren este Rex Barrow
- Vivian Mason este Ella Dorn
- Michael Fox este Dr. Ernst Grood
- Forrest Taylor este Prof. Edmund Dorn
- Gene Roth este Reckov
- Ted Thorpe este Tim Johnson
- Karl 'Killer' Davis este Karlo, aka Robot R-4
- Jack George este Jarva
- Frederic Berest este Alden
- John L. Cason este Hopper
- Lee Roberts este Wesley Brenn, aka Robot R-9
- Nick Stuart este Darl
- Leonard Penn este Ken Wopler
- Joseph Mell este Lah